# Emmeram Gilg
Emmeram Gilg OSB (* 10. April 1887 in Höll, damals Gemeinde Oberviehbach, jetzt Niederviehbach, Landkreis Dingolfing-Landau als Alois Gilg; † 5. Mai 1973) war für fast 46 Jahre Abt der bayerischen Benediktinerabtei Weltenburg.

## Kindheit und Jugend
Mit zwei älteren Brüdern wuchs Alois Gilg auf dem Einödhof seiner Eltern Simon Gilg (* 1853) und Kreszenz Gilg, geborene Schwemmhuber (1846–1924) in Höll, Gemeinde Oberviehbach, auf. Im Alter von vier Jahren nahm er zusammen mit seiner Mutter an einer Primiz des entfernten Verwandten F. X. Ritzinger in Postau teil. Schon auf dem Heimweg zu Fuß äußerte er den Wunsch, ebenfalls Priester zu werden.
1893 wurde Alois Gilg in der Werktagsschule Oberviehbach eingeschult und kurz darauf Ministrant bei seinem Förderer und späteren Freund Sebastian Alkofer. Zwei Schuljahre verbrachte er auf dem Humanistischen Gymnasium in Landshut, bevor er mit Beginn des Schuljahres 1900/1901 an das Königlich Humanistische Gymnasium in Metten als Schüler des Bischöflichen Seminars wechselte. Dort legte er 1907 das Abitur ab. Im selben Jahr trat er in das Benediktinerkloster Weltenburg ein und legte dort nach dem Noviziat am 23. September 1909 die zeitliche und am 29. September 1912 die ewige Profess ab. Bei der zeitlichen Profess erhielt er den Ordensnamen Emmeram.

## Studium und Abbatiat
Von 1907 bis 1913 studierte er in Regensburg Philosophie und Theologie. Am 29. Juni 1913 wurde er dort von Bischof Antonius von Henle zum Priester geweiht. Da das Kloster Weltenburg eine landwirtschaftliche Winterschule betrieb, studierte Emmeram Gilg ab 1914 an der Königlich Bayerischen Akademie für Landwirtschaft und Brauerei in Weihenstephan Landwirtschaft und bereitete sich nach seinem Abschluss als Diplom-Landwirt als Student der Technischen Hochschule in München auf die Prüfung für das Lehramt vor. Im Oktober 1917 schloss er dieses dritte Studium erfolgreich ab. Unmittelbar darauf übertrug ihm der Abt des Klosters Weltenburg, Maurus Weingart, die Leitung des damals 454 Tagewerk großen Klostergutes „Buchhof“. An der Winterschule unterrichtete er die Landwirtschaftsschüler und wirkte in den umliegenden Pfarreien.
Als am 8. Januar 1923 Abt Maurus Weingart seine Resignation einreichte, wurde Pater Emmeram am 27. Januar 1923 im Alter von 35 Jahren zu seinem Nachfolger gewählt. Er übte das Abbatiat bis zu seiner Resignation am 16. November 1968 aus und ist damit in der Geschichte des Klosters Weltenburg der Abt mit der längsten Amtszeit. Überdies war er Leiter der Landwirtschaftsschule des Klosters Weltenburg, die über die Grenzen Bayerns hinaus Anerkennung fand.
Seine Amtszeit als Abt war geprägt von den Konflikten des 20. Jahrhunderts. Die Hyperinflation 1923, die Zeit des Nationalsozialismus, des Zweiten Weltkriegs und des Wiederaufbaus nach dem Zusammenbruch des Deutschen Reiches 1945 beschreiben nur grob die Nöte des Klosters und die Sorge um den Konvent.
In seiner Amtszeit konsolidierte er die wirtschaftliche Basis des Klosters. Die Stärkung des Tourismus verbunden mit der geschickten Positionierung der ältesten Klosterbrauerei der Welt gehörten dazu. Daneben baute er den Buchhof zu einem landwirtschaftlichen Mustergut aus und erweiterte diesen auf seine heutige Größe von 600 Tagewerk. Mit dem Buchhof betrieb das Kloster Weltenburg somit eine ausgezeichnete Ergänzung der landwirtschaftlichen Schule von Weltenburg, die erst nach seiner Amtszeit den neuen staatlichen Vorschriften zum Opfer fiel. Neben diesen wirtschaftlichen Aufgaben vernachlässigte der Abt nie seine „väterlichen“ Aufgaben im Konvent, seine seelsorgerlichen Pflichten als Priester und war viel unterwegs im Bistum Regensburg. Als Beauftragter des Bischofs spendete er zahlreichen jungen Leuten die Firmung und nahm Glocken- und Orgelweihen vor. Bei den Feierlichkeiten zur Heiligsprechung Don Boscos vertrat er in der zentralen Feier des Bistums in Amberg den erkrankten Diözesanbischof Michael Buchberger, der ihn dann auch als Geistlichen an sein Sterbebett rief.
Am 5. Mai 1973 starb Abt Emmeram Gilg im Alter von 86 Jahren.

## Würdigung
In den 1960er Jahren wurde er für seine Lebensleistung vielfach ausgezeichnet. Er erhielt das Bundesverdienstkreuz erster Klasse (1960), die Staatsmedaille in Gold für seine Verdienste um die Landwirtschaft (1963) und den Bayerischen Verdienstorden (1965). Bereits 1948 hat ihm seine Heimatgemeinde Oberviehbach die Ehrenbürgerwürde verliehen.